# Húsbarnás őzlábgomba
A húsbarnás őzlábgomba (Lepiota brunneoincarnata) a csiperkefélék családjába tartozó, Európában és Nyugat-Ázsiában elterjedt, súlyosan mérgező gombafaj.

## Megjelenése
A húsbarnás őzlábgomba kalapjának átmérője 2–7 cm, alakja fiatalon domború, tompán kúpos, később kiterül, ellaposodik, középen kissé púpos marad. Széle sokszor hullámos, behasadozó. Fehéres alapszínű felszínén szabálytalanul körkörösen rendeződve húsbarna, bíborbarna pikkelyek találhatóak, a közepe felé egyre sűrűsödve. Közepe már egyszínű, sötétebb. Húsa vékony, puha, törékeny. Színe fehér, a tönk tövében kissé rozsdavörös árnyalatú. Íze nem jellemző, gyenge szaga gyümölcsre (mandarin) emlékeztet.
Sűrűn álló lemezei a tönköt nem érintik. Színük fehér, idősebb korban krémszínű árnyalattal; esetleg borvörösen foltosodhat. Spórapora fehér vagy halványsárga. Spórái oválisak, 6–7,5 x 3,5–5 mikrométeresek.
Zömök, viszonylag vaskos tönkje 2–4 cm magas és 0,3-0,5 cm vastag. Színe felül rózsásfehér, lefelé kissé rozsdavörösen árnyalt. Felső harmadánál szálas, széles, szinte gyapjas, gallérszerű öv található; alatta, lefelé egyre sötétedő, borbarna pelyhek borítják.

### Hasonló fajok
Összetéveszthető az ehető karcsú őzlábgombával, a nem ehető büdös őzlábgombával vagy a szintén súlyosan mérgező rózsás őzlábgombával. 

## Elterjedése és termőhelye
Európában és Nyugat-Ázsiában honos. Magyarországon nem gyakori. Lomberdők, cserjések, városi parkok, akácosok ritkásabb, gyorsan felmelegedő, napos részein található. A homokos talajt részesíti előnyben. Májustól (de inkább nyár közepétől) októberig terem, többnyire néhányadmagával.
Súlyosan mérgező, halált is okozhat. Nagy mennyiségű alfa-amanitint tartalmaz, amely a gyilkos galócáéra emlékeztető, falloid típusú mérgezést vált ki. A fogyasztás után mintegy tíz órával hányás-hasmenés jelentkezik, majd néhány nappal később májkárosodás lép fel.   

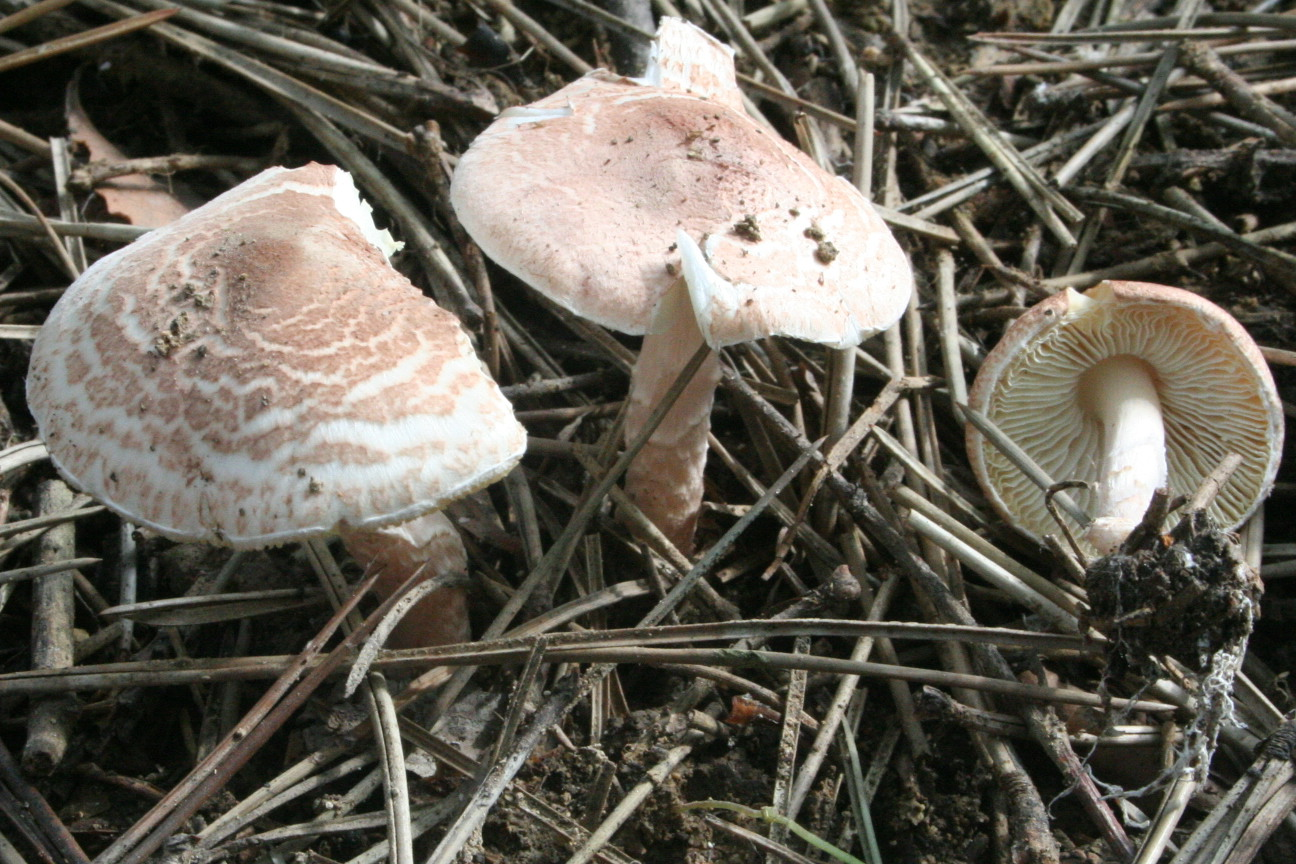
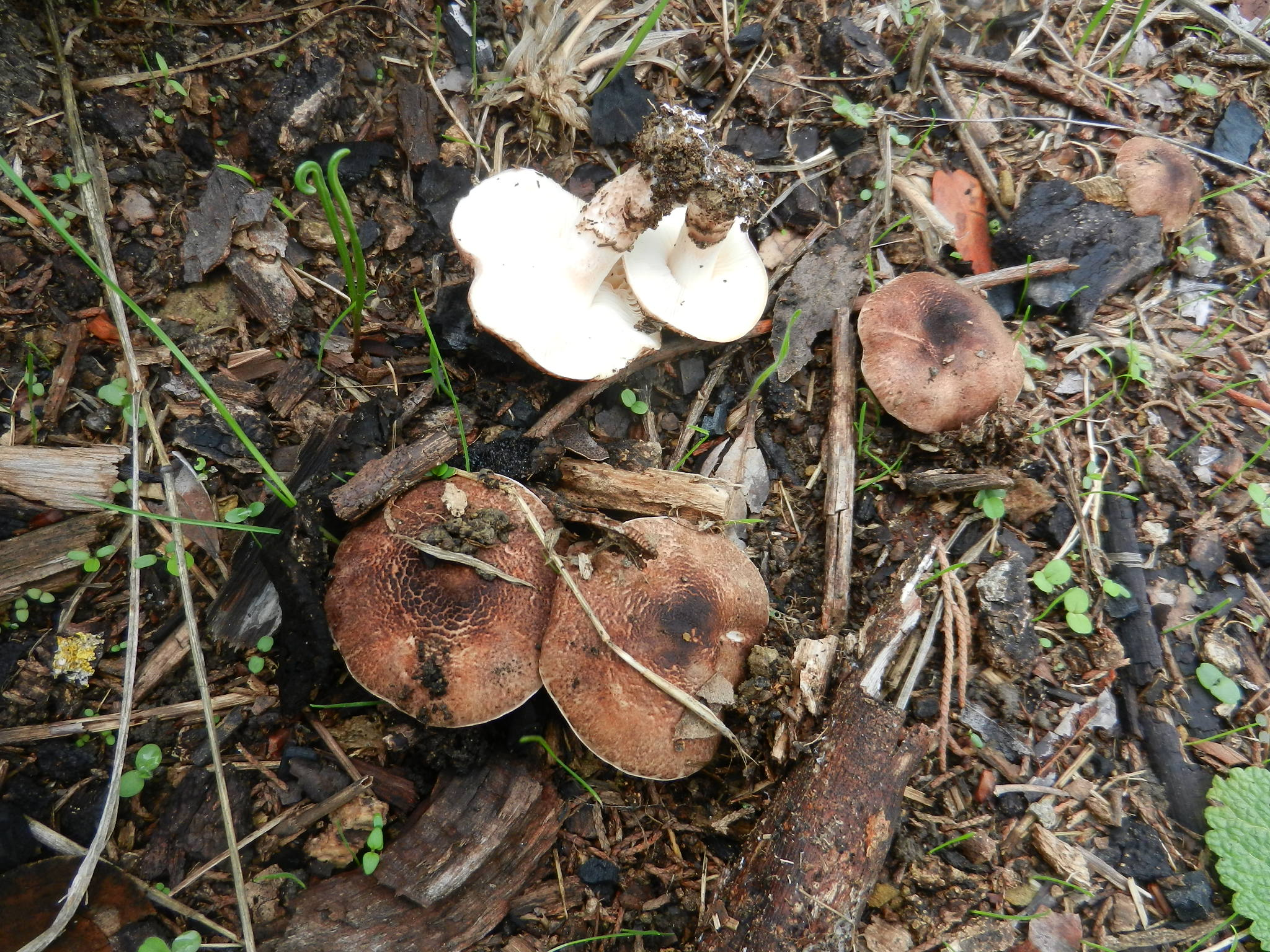
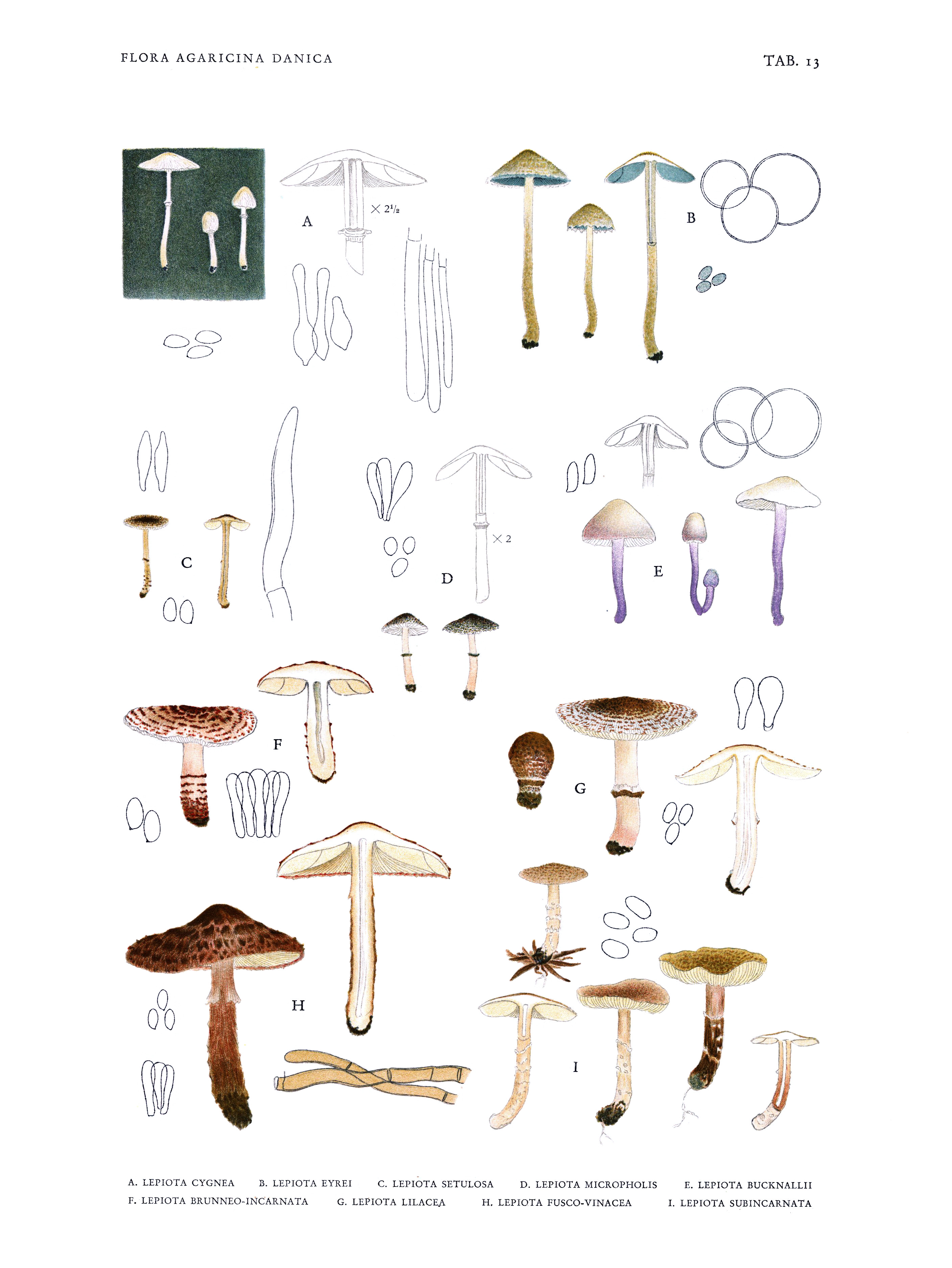
Ábrázolása egy dán gombakönyvben (F)